# Гори Винник
Го́ри Ви́нник — пагориста місцевість вздовж західних околиць міста Винники. 
Найвідоміші гори:
- Чотові скелі (Чортові скелі)  (висота 414 м над р. м.) — група скель, а також пагорб і пам'ятка природи місцевого значення. Розташовані  між містами Львовом та Винниками, в межах Винниківського лісопарку.
- Жупан (гора)
- Шипшина (гора)
- Лисівка (гора)

Гори розташовані в межах Давидівського паска, довжина якого близько 30 км. Переважні висоти 300—350 м, максимальна — 414 м (гора Чотові Скелі). Недалеко від Винник розташовані гори: Високий Замок (Замкова Гора), Піскова. Схили Винниківських гір розчленовані притоками річок Маруньки і Полтви (басейн Західного Бугу).